# Joanna Gapińska
Joanna Gapińska (ur. 10 marca 1968 w Szczecinie) – Miss Polonia 1988.

## Życiorys

### Dzieciństwo i edukacja
W wieku siedmiu lat zaczęła trenować gimnastykę artystyczną. Jest absolwentką Akademii Wychowania Fizycznego w Szczecinie.

### Kariera
Podczas studiów poznała Lidię Wasiak (Miss Polonia 1983), która zachęciła ją do udziału w wyborach Miss Polonia. W 1988 Gapińska wygrała finał konkursu Miss Polonia (zyskała również tytuł Miss Elegancji), dzięki czemu reprezentowała Polskę na międzynarodowych konkursach piękności. W tymże roku uczestniczyła w konkursie Miss World 1988, a w 1989 została III Wicemiss Universe podczas wyborów organizowanych w Meksyku.
Po udziale w konkursach piękności podpisała kontrakt z agencją modelek Elite. Podróżowała m.in. po Meksyku i USA. W Polsce reklamowała producenta telewizorów Tec/Funai oraz przedsiębiorstwo budowlane Budimex.

### Życie prywatne
Wyszła za mąż za Marka Kulasa, z którym ma dwóch synów: Marka (ur. 1994) i Christiana (ur. 1997). Z rodziną mieszka na przedmieściach Chicago.
W 2000 zmarł jej ojciec.